# 古田博幸
古田 博幸（ふるた ひろゆき、1971年10月22日 - ）は、日本の男子バレーボール選手である。

## 来歴
福岡県直方市出身。先生に勧められて中学1年生からバレーボールを始める。
直方高等学校を経て、1990/91シーズン、高校卒業後に、日本実業団バレーボールリーグ（当時の2部リーグ）に所属する住友金属（後に住友金属ギラソール）に入団した。チームは、1994年にVリーグに昇格した。1シーズンで降格となるが、1997年に復帰した。また、実業団リーグでは、1993/94シーズン、1996/97シーズンにスパイク賞を受賞した。1997/98シーズン、第4回Vリーグでサーブレシーブの日本記録を樹立し、サーブレシーブ賞を受賞。
1998年3月、住友金属ギラソールが休部になり、同年、Vリーグ昇格を果たしたばかりの旭化成スパーキッズに入団。
2006年5月、旭化成スパーキッズが休部となり、同年、V・プレミアリーグに昇格したばかりの大分三好ヴァイセアドラーに入団し、選手兼コーチとなった。
2007年、2006/07シーズン終了をもって大分三好ヴァイセアドラーを退団し、V・プレミアリーグに在籍するパナソニックパンサーズのコーチに就任した。
2010年8月、アジアカップの日本代表コーチを務めた。同年、大分三好ヴァイセアドラーの監督に就任。しかし、チームは3シーズン連続でV・プレミアリーグ最下位となり、チームを浮上させることは出来ず、2012/13シーズンは、V・チャレンジマッチでジェイテクトSTINGSに敗れ、V・チャレンジリーグ降格となってしまう。2013/14シーズン、V・チャレンジリーグで準優勝を果たしV・チャレンジマッチ出場を果たすも、FC東京に敗れプレミア復帰はならなかった。2013/14シーズンをもって監督を退任。
2015年、パナソニックパンサーズに復帰し、コーチに就任。チームは2度のリーグ優勝（V・プレミアリーグ、V.LEAGUE DIVISION1 MEN）の優勝を果たした。
2020年、2019/20シーズン終了をもってパナソニックを退団し、JTサンダーズ広島のコーチに就任した。
2022年、2021/22シーズン終了をもってJTサンダーズ広島を退団し、V.LEAGUE DIVISION1 MEN（V1男子）に在籍するVC長野トライデンツのコーチに就任した。

## 所属チーム

### 選手歴
- 福岡県立直方高等学校（1987-1990年）
- 住友金属ギラソール（1990-1998年）
- 旭化成スパーキッズ（1998-2006年）
- 大分三好ヴァイセアドラー（2006-2007年）

### 指導歴
- 大分三好ヴァイセアドラー コーチ（2006-2007年、選手兼任）
- パナソニックパンサーズ コーチ（2007-2010年）
- 大分三好ヴァイセアドラー 監督（2010-2014年）
- パナソニックパンサーズ コーチ（2015-2020年）
- JTサンダーズ広島 コーチ（2020-2022年）
- VC長野トライデンツ コーチ（2022年-）

## 受賞歴
- 1994年 - 第25回実業団リーグ スパイク賞
- 1997年 - 第28回実業団リーグ スパイク賞
- 1998年 - 第4回Vリーグ サーブレシーブ賞（日本記録樹立）